# Porsche 911 (997)
Pour un article plus général, voir Porsche 911.
La Porsche 911 ou 911 Type 997 est la sixième génération de Porsche 911, voiture sportive de prestige développée par le constructeur automobile allemand Porsche, et apparue dans les concessions en 2004. Elle est également la 911 qui connaît le plus fort succès auprès du public puisqu'elle enregistre, au troisième trimestre de 2007, 100 000 exemplaires vendus. Un record pour Porsche qui s'explique notamment par les nombreuses déclinaisons de la 997.
Les Coupés Carrera et Carrera S apparaissent en juillet 2004, suivis quelques mois plus tard par leur déclinaison cabriolet. Les versions quatre roues motrices Carrera 4 et Carrera 4S sont sorties en novembre 2005, suivies par les 911 à toit ouvrant dénommées Targa 4 et Targa 4S, les déclinaisons sportives GT3, GT3 RS et Turbo en 2006 tandis que la 997 GT2, la plus puissante, n'apparaît qu'en 2007.

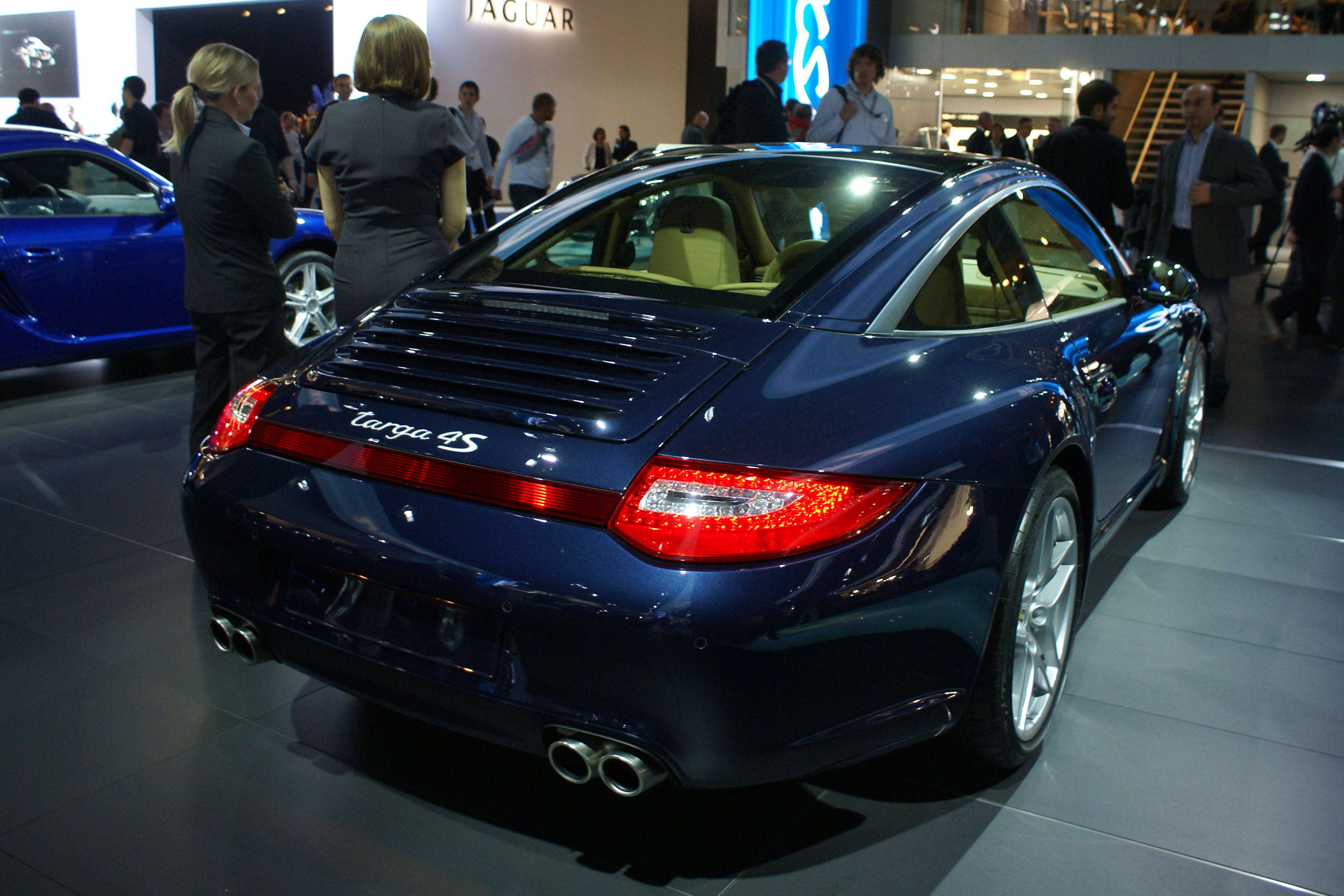
Porsche 997 Targa 4S et son toit en verre panoramique.

Fin 2008, Porsche réalise des modifications sur la gamme 997 qui portent sur l'esthétique et la mécanique : augmentation de la cylindrée des moteurs sur certaines versions, adoption de l'injection directe d'essence, introduction de la nouvelle boîte de vitesses robotisée (PDK). Les Porsche 911 (997) sont plus rapides et moins gourmandes en carburant à partir des modèles 2009.

## Déclinaisons

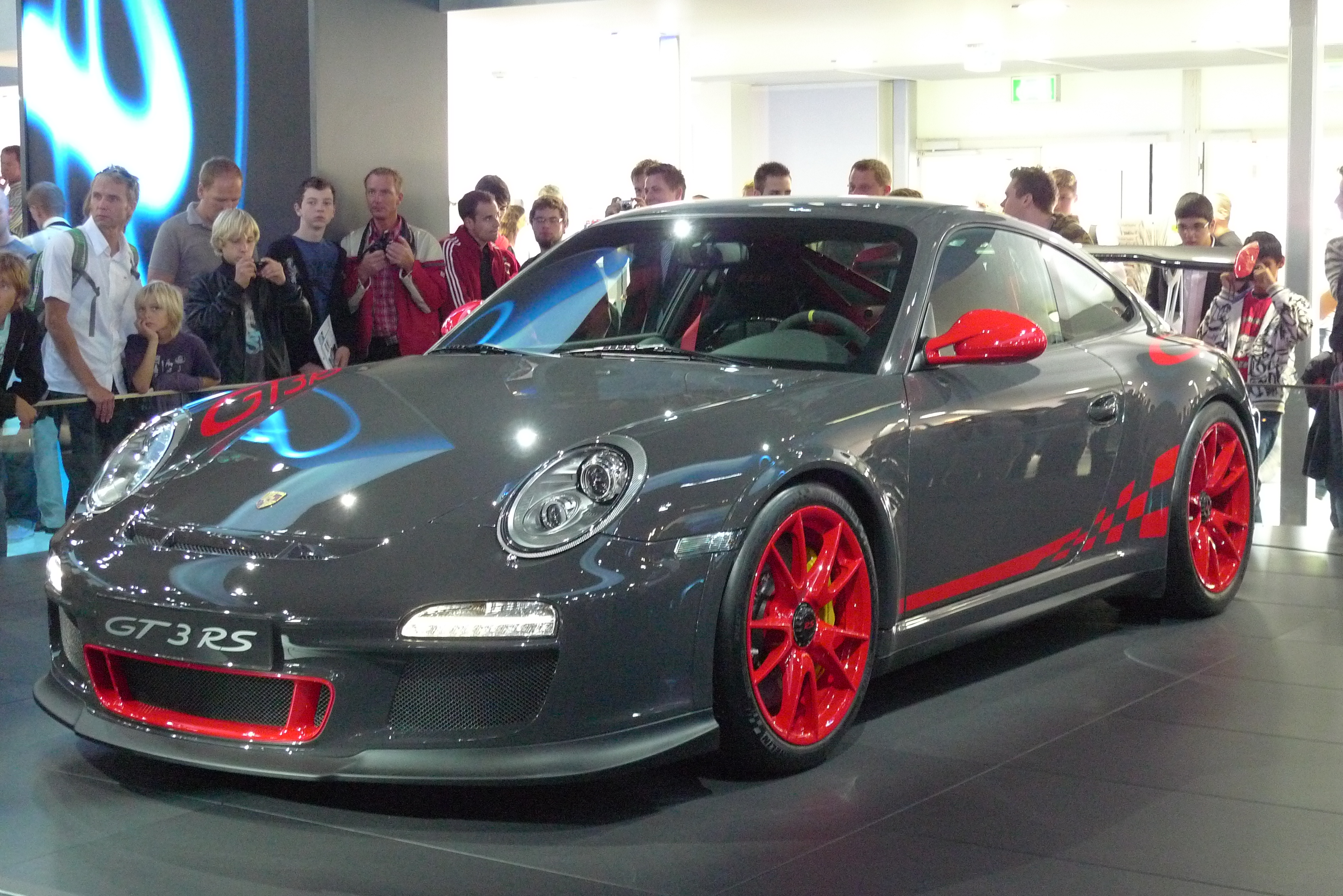
Une Porsche 911 (997) GT3 RS au Salon de Francfort 2009.

Depuis 1963, date de sa création, la gamme 911 n'a jamais été aussi étendue. Début 2010, elle ne compte pas moins de 16 versions. Les premières modèles au catalogue — dont le prix débute au-delà de 80 000 € — sont représentés par la version coupé Carrera et sa variante cabriolet. Le coupé Carrera est par la suite décliné en version réalésée « S » et/ou à transmission intégrale « 4 ». Outre les versions cabriolet, Porsche propose également des versions Targa 4 et Targa 4S, voitures découvrables équipées d'un toit en verre coulissant vers l'arrière.
La gamme 911 est complétée par des modèles plus puissants : une version suralimentée, la Turbo, et sa déclinaison cabriolet, utilisent un turbocompresseur à géométrie variable, inédit sur un moteur essence de série (exception faite de la Peugeot 405 T16). Enfin, des variantes plus sportives GT — GT2, GT3 et GT3 RS — complètent la gamme. La GT2, version améliorée de la Turbo, est alors la 911 la plus puissante.
La GT3 reste une voiture à vocation sportive mais à la puissance moins brutale. Elle se caractérise par la diminution de son poids et par l'utilisation de composants spécifiques. Proche des automobiles de compétition par ses performances, elle est néanmoins homologuée pour la route, tout comme sa déclinaison plus radicale encore, la GT3 RS, conçue pour une utilisation sur circuit. Enfin, le 2 septembre 2009, une série limitée à 250 exemplaires dénommée Sport Classic est lancée. Il s'agit d'une version haut de gamme de la 911 Carrera S, vendue à 203 716 €, la plus chère des 911. La 911 Speedster est présentée, limitée à 356 exemplaires et vendue au même prix que la Sport Classic en affichant les mêmes caractéristiques techniques, suivie de la Carrera GTS qui développe 408 chevaux.
La gamme comprend également la GT2 RS, la Turbo S et la GT3 RS 4.0. et, dernière déclinaison en date, la Carrera 4 GTS.

### Porsche 997 Carrera, Carrera S, Carrera 4, Carrera 4S
Les Coupés Carrera et Carrera S apparaissent en juillet 2004, suivis quelques mois plus tard par leur déclinaison cabriolet. Les versions quatre roues motrices Carrera 4 et Carrera 4S sont sorties en novembre 2005, suivies par les 911 à toit ouvrant dénommées Targa 4 et Targa 4S.

### Porsche 997 Carrera GTS

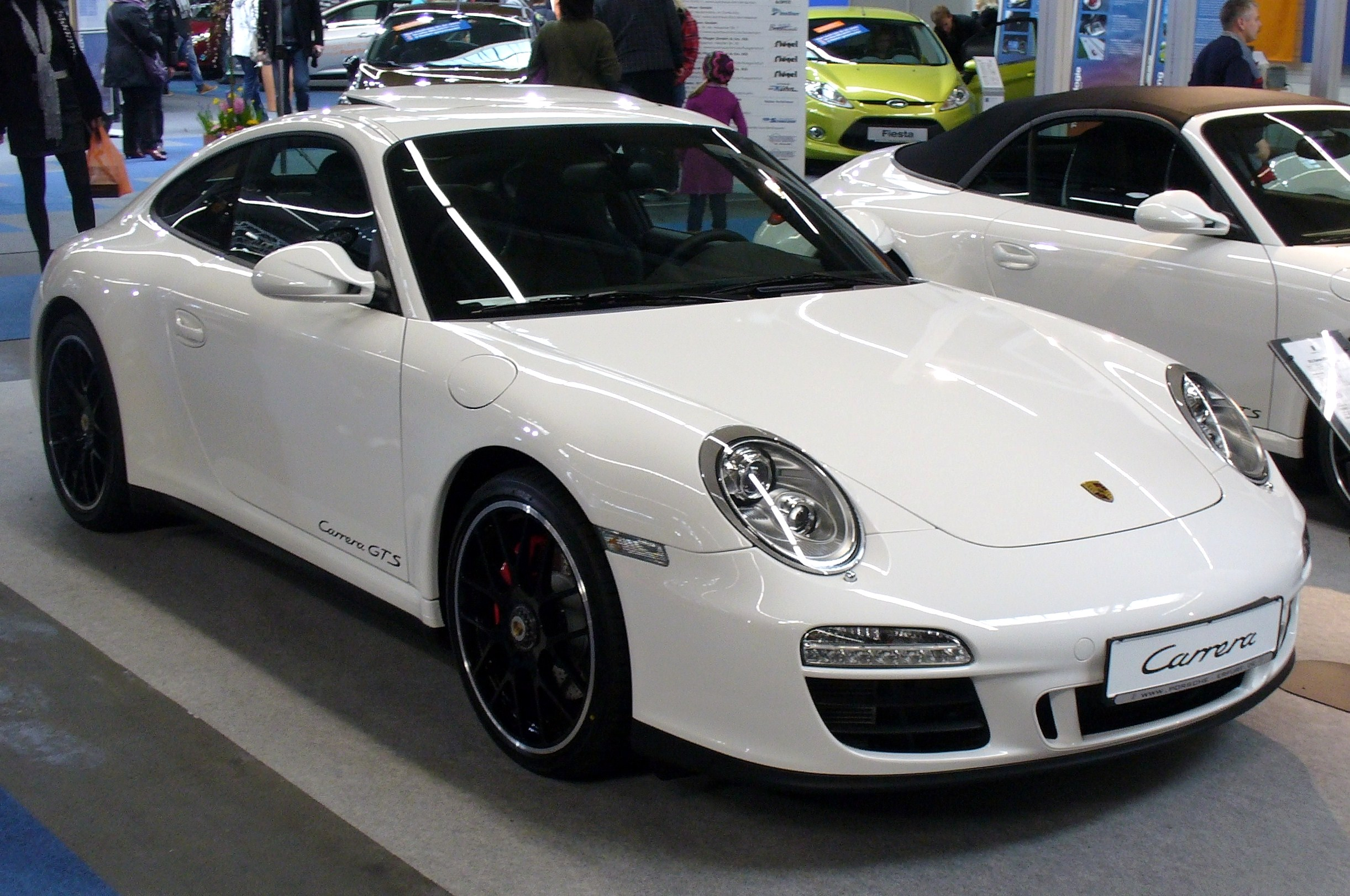
Porsche 997 Carrera GTS.

Le 15 septembre 2010, est présentée la Carrera GTS (pour Gran Turismo Sport), modèle intermédiaire entre la Carrera S et la version Turbo ou les modèles plus radicaux comme la GT3.

### Porsche 997 Turbo

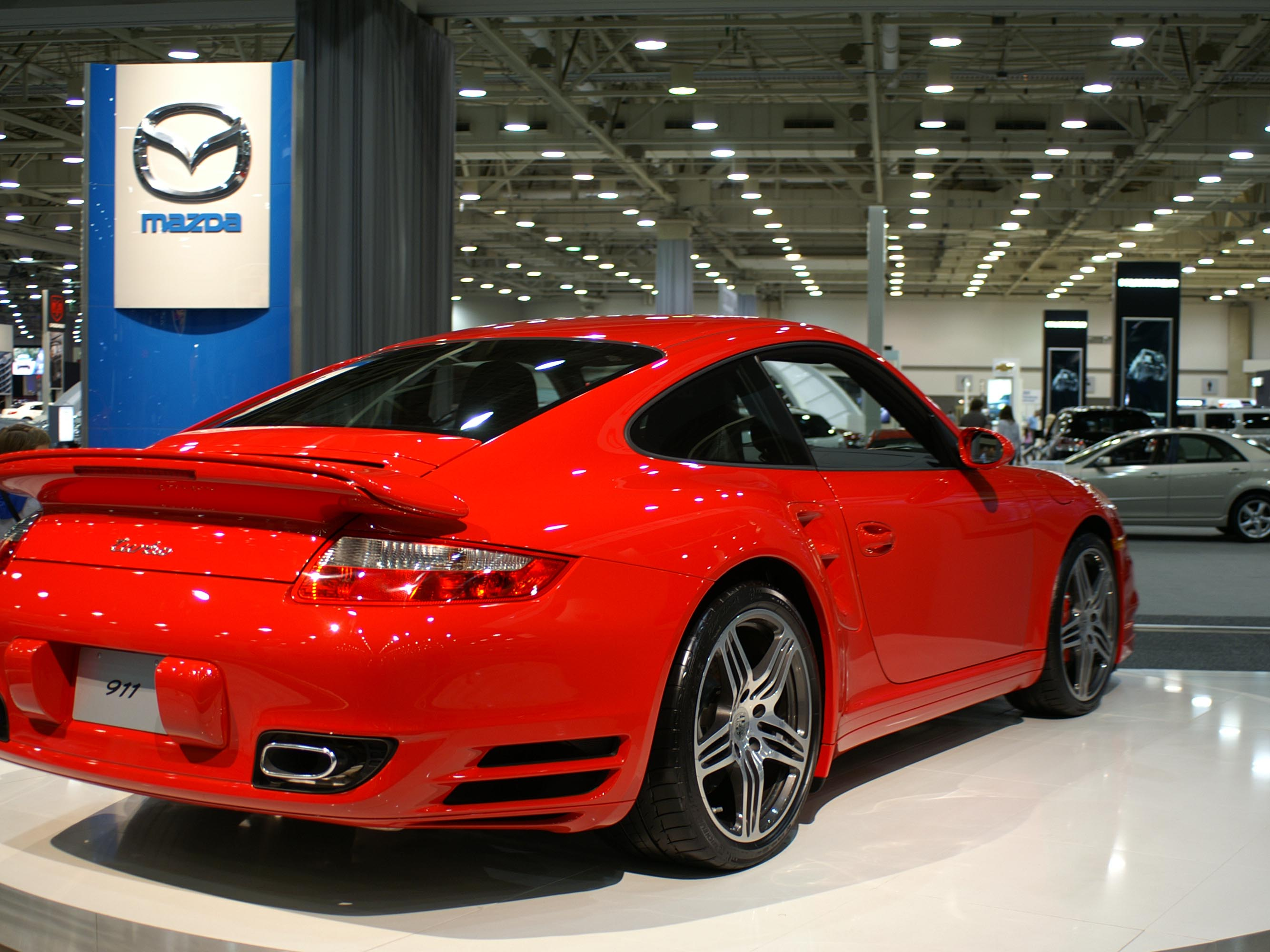
Porsche 997 Turbo (version américaine).

La Porsche 997 Turbo est, avec la GT2 et GT2 RS, l'un des modèles 911 qui abandonnent le moteur atmosphérique au profit d'un moteur turbocompressé. Le Flat-6 se voit greffer deux turbocompresseurs à géométrie variable fonctionnant sur la quasi-totalité de la plage de régime. Leur géométrie varie grâce à de petites ailettes fixées dans le compresseur, qui s'inclinent à l'aide d'un piston commandé électroniquement en fonction du régime moteur. Si les deux compresseurs ne soufflent plus que 1,8 bar contre 2 pour la précédente génération, le moteur développe tout de même une puissance de 500 ch — soit 80 ch de plus que la précédente version —, mais surtout 620 N m de couple disponible de 1 950 à 5 000 tr/min. Ce dispositif lui permet d'atteindre la vitesse maximale de 312 km/h.
Sur le plan transmission, la 997 Turbo profite désormais du système PTV (Porsche Torque Vectoring), un différentiel arrière vectoriel. Au lieu d'accélérer la roue extérieure en virage par une « boîte de vitesses », le système PTV freine la roue intérieure pour accélérer la roue extérieure. Par ailleurs, ce différentiel demeure auto-bloquant mais taré à 22 % à l'accélération et 27 % à la retenue. Associé à la transmission intégrale, le différentiel améliore la motricité et la stabilité en courbe.

### Porsche 997 Turbo S

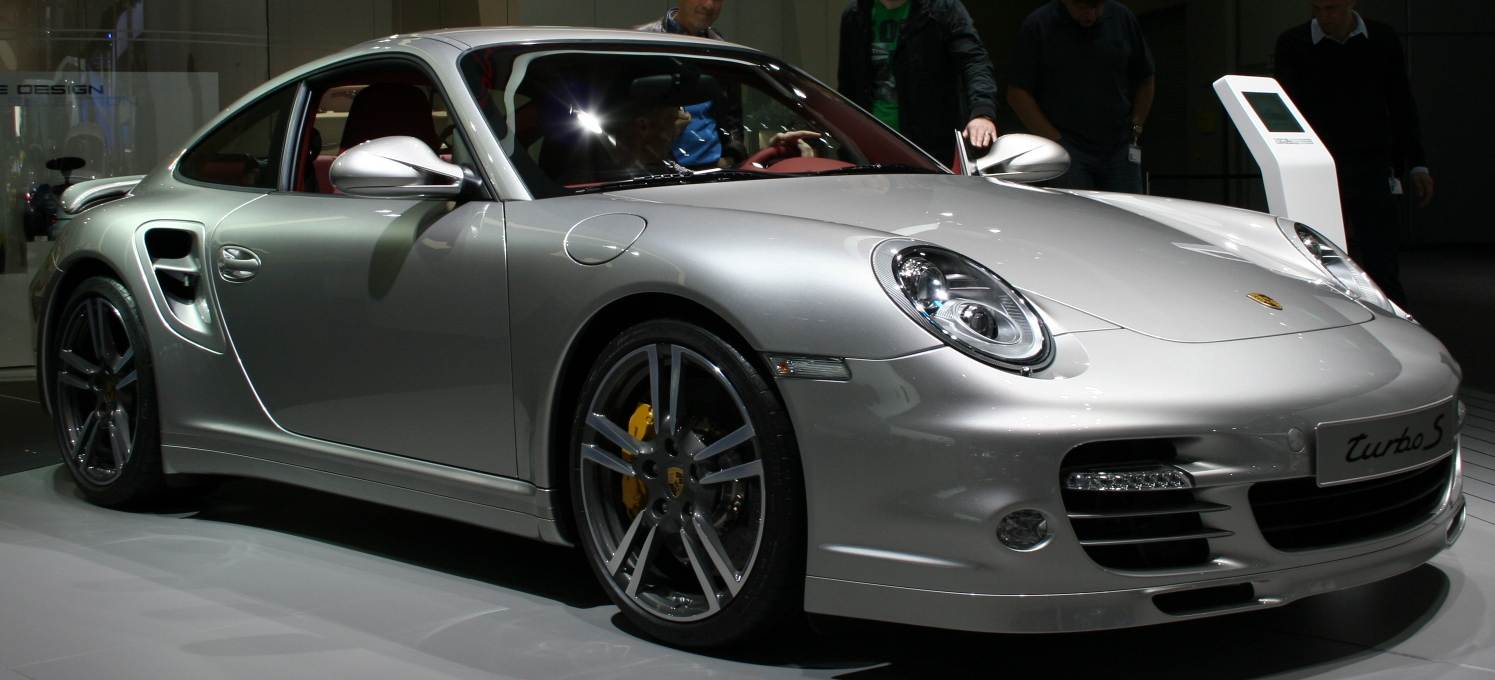
Porsche 997 Turbo S.

La Turbo S affiche 530 ch, mais apporte surtout de série un équipement nettement supérieur à la Turbo : les freins céramiques carbone (PCCB), les phares directionnels avec contrôle dynamique du faisceau en virage, le boîtier de filtre à air est en carbone, la boîte de vitesses PDK et le système PTV, les roues forgées mono écrou 19 pouces RS spyder et le pack sport chrono Turbo (chronomètre sur le tableau de bord, Launch Control, overboost et cartographie course). L'habitacle présente un intérieur cuir bicolore, des sièges sports adaptatifs, un volant sport à palettes, un régulateur de vitesse, un chargeur 6 CD/DVD intégré et un pare-brise teinté dégradé.

### Porsche 997 GT2 et GT3

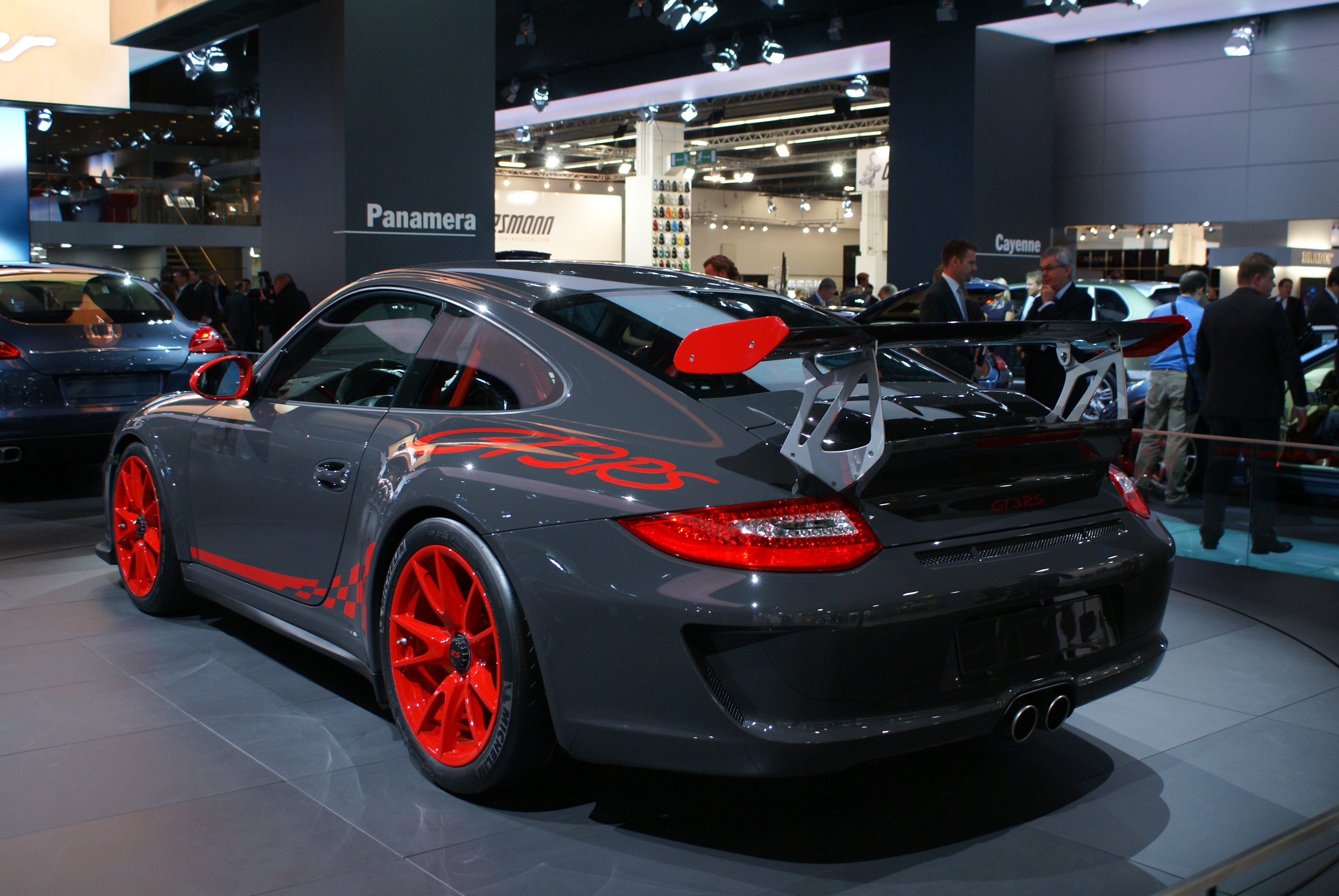
Le Flat-6 de la Porsche 911 (997) GT3 RS développe 450 ch.

Les Porsche 997 GT3, GT3 RS, GT2 et GT2 RS sont les 911 les plus puissantes jamais produites par le constructeur allemand. Les deux premières sont équipées d'un moteur atmosphérique tandis que les deux autres sont turbocompressées mais toutes transmettent leur puissance uniquement aux roues arrière.
Équipée d'un aileron fixe, d'un différentiel arrière à glissement limité et d'un contrôle de traction, la GT3 est capable d'atteindre les 310 km/h en pointe et de parcourir le 0 à 100 km/h en 4,3 secondes. Malgré un moteur 3,6 litres pratiquement inchangé dont la puissance culmine à 415 ch, ces performances restent possibles grâce à la diminution du poids et à l'utilisation de composants spécifiques.

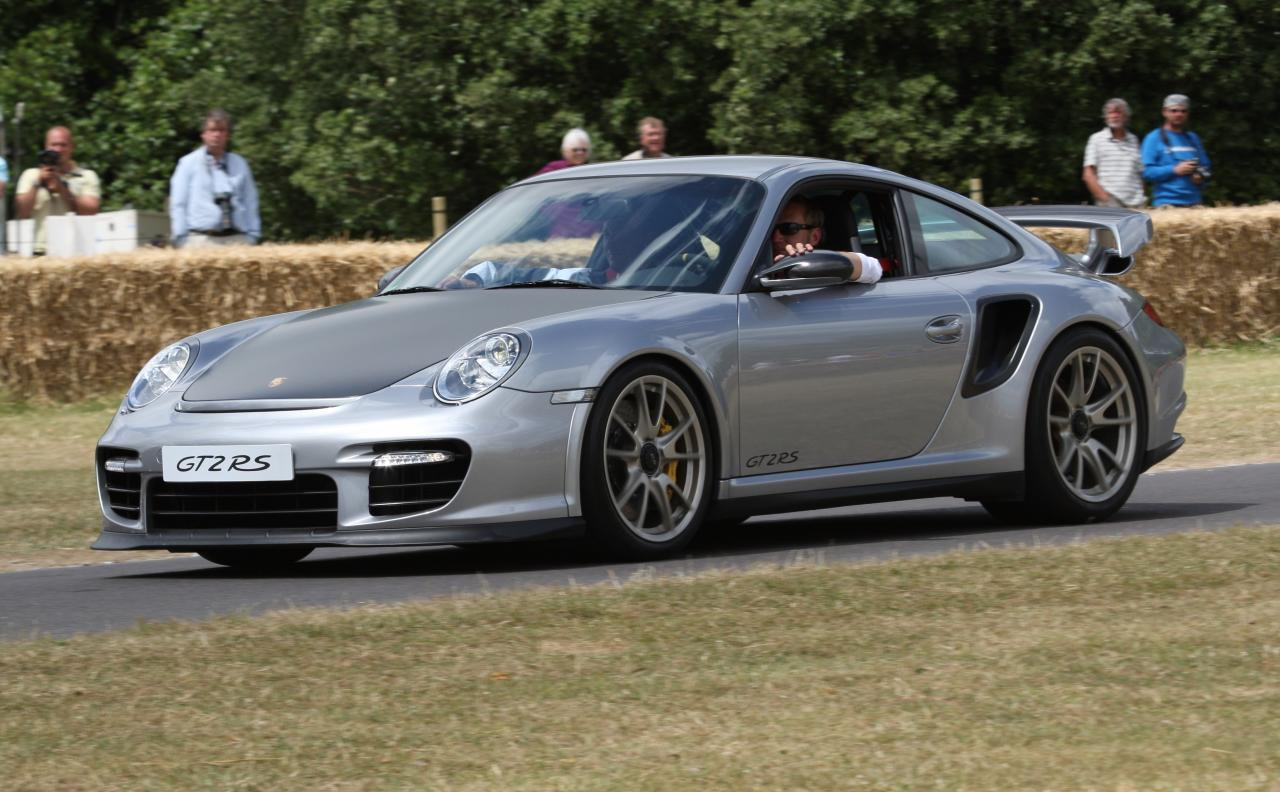
Le Flat-6 de la Porsche GT2 RS développe 620 ch.

La GT2, dont la philosophie s'apparente plus à une supercar qu'à une automobile de circuit, développe 530 ch. Elle accélère de 0 à 100 km/h en seulement 3,7 s et réalise le 1 000 m départ arrêté en 20,7 s grâce à son moteur suralimenté.

### Porsche 997 GT2 RS et GT3 RS
La GT3 RS, quant à elle, possède les mêmes caractéristiques « moteur » que la GT3 mais se voit dotée de nombreux appendices aérodynamiques et le châssis et les suspensions sont réglés pour une utilisation sur circuit. La hauteur de châssis, le carrossage des roues et les voies ont été ajustés. La lunette arrière est en polycarbonate et l'aileron est en carbone, permettant de perdre 20 kg. La version RS réalise ainsi le 0 à 100 km/h en 4,2 s. Par la suite, une autre version de la GT3 RS apparaît, nommée GT3 RS 4.0. Elle revendique 500 ch avec un moteur six-cylindres à plat atmosphérique de 4,0 L.
La GT2 RS est de loin la plus performante avec ses 620 ch, devenant la 911 la plus puissante de l'histoire de la marque. Elle accélère de 0 à 100 km/h en seulement 3,5 s et passe la barre des 200 km/h en 9,8 s. Avec de telles performances, elle devient la 911 de série la plus performante, la Porsche la plus puissante restant la 918 Spyder.

### Porsche 997 Clubsport
Outre les finitions Confort et Touring, la GT3 bénéficie du pack Clubsport comprenant notamment un arceau boulonné, un harnais 6 points pour le conducteur (celui du passager est en option), un extincteur, un coupe-batterie, des sièges-baquets en carbone. La GT2 est également disponible en version pack Clubsport.

### Porsche 997 GT3 Cup

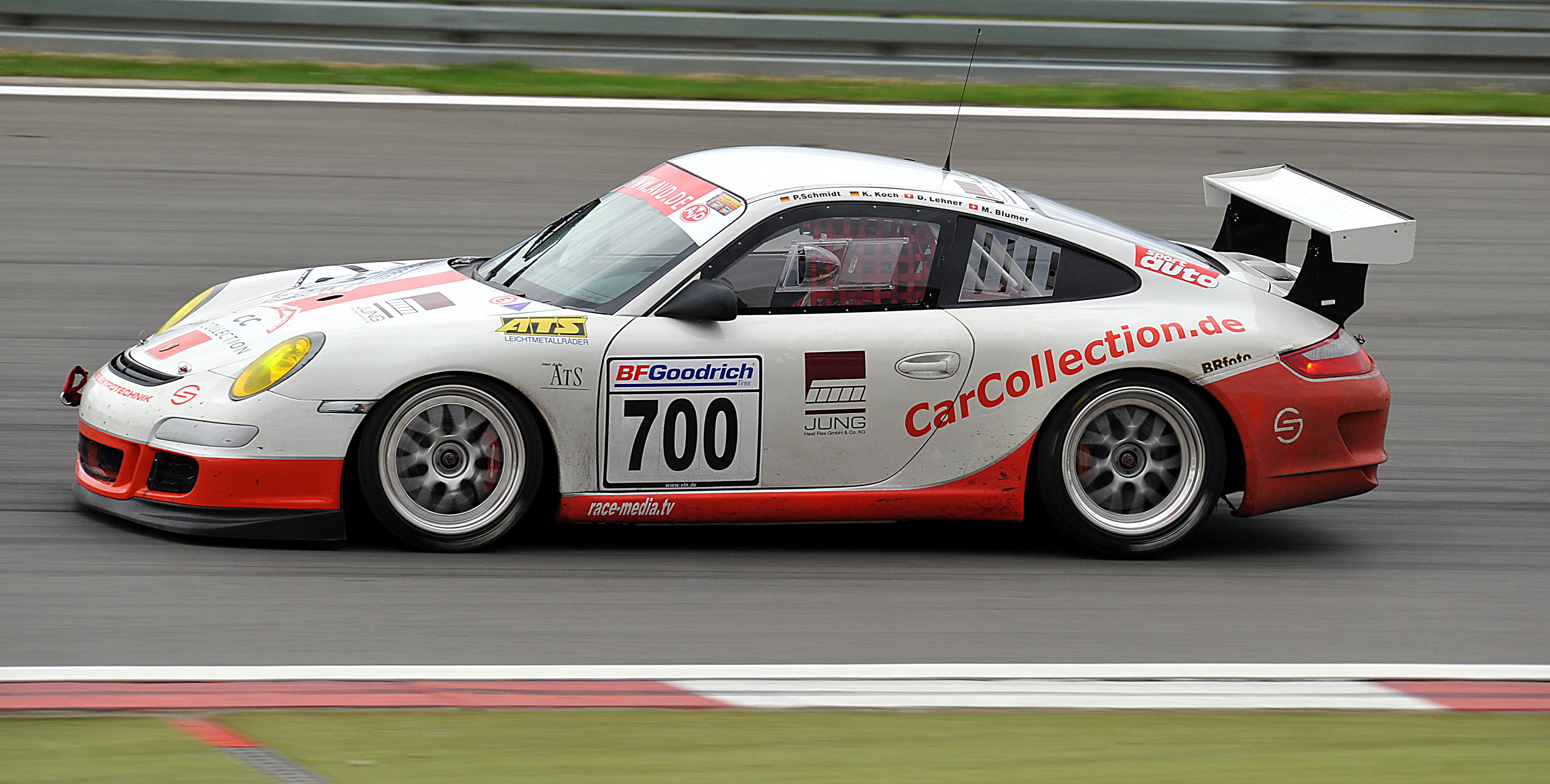
Porsche 997 GT3 Cup.

Produite à 265 exemplaires, la Porsche 997 GT3 Cup affiche 420 ch. Extérieurement, elle se distingue du modèle précédent par la face avant qui s'inspire de la GT3 de série.

### Porsche 997 GT3 R Hybrid

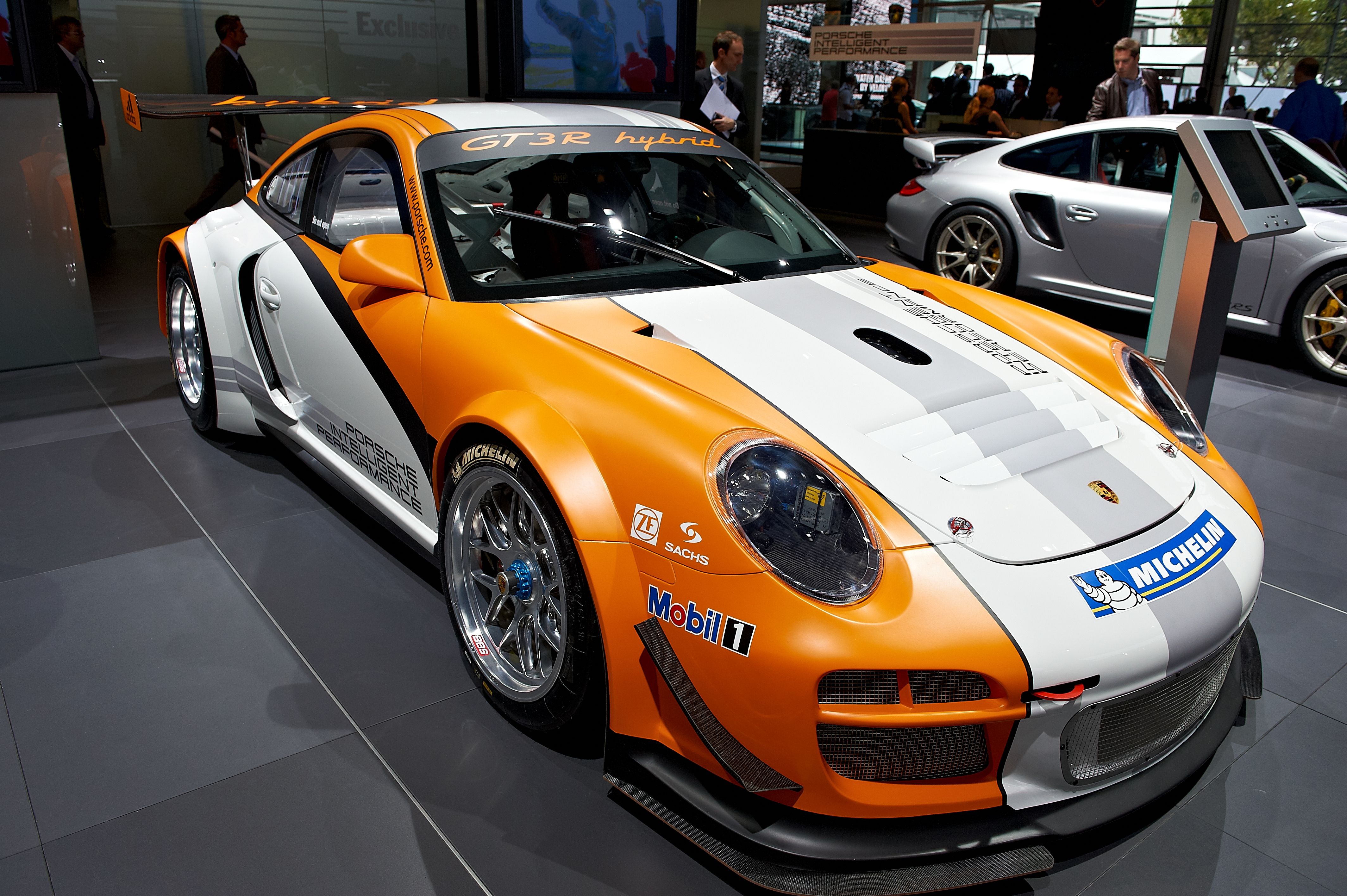
Porsche 911 GT3 R Hybrid

La Porsche 997 GT3 R Hybrid est dotée d'un moteur six cylindres 4 L de 470 chevaux et de deux moteurs électriques pour les roues avant.

### Porsche 997 Speedster
La Porsche 997 Speedster est produite en 2011 en 356 exemplaires en hommage à son aînée, la Porsche 356. Elle affiche 408 cv, est équipée de jantes Fuchs et d'ailes arrière élargies.

## Design

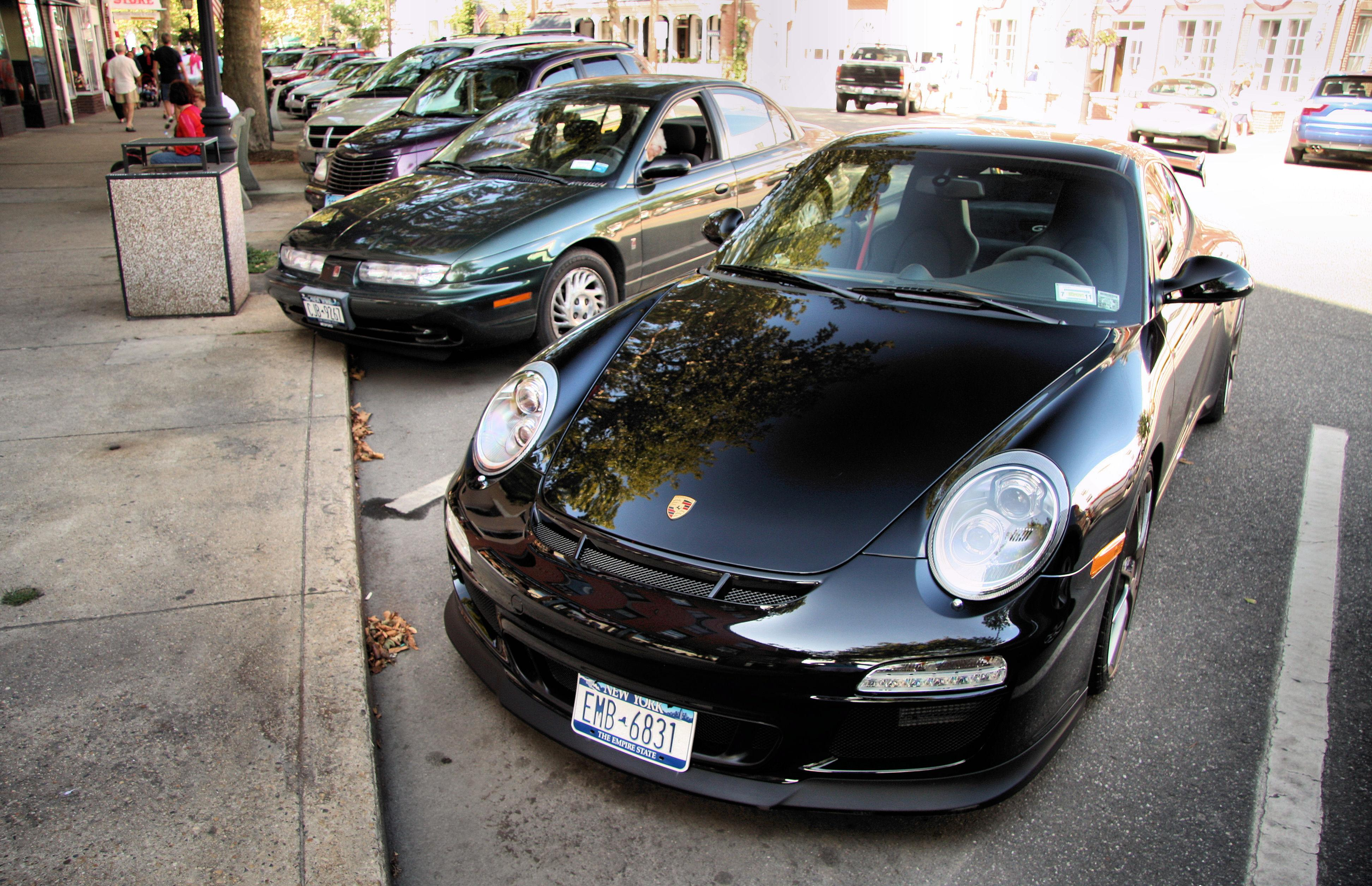
La Porsche 997 marque le retour des phares circulaires.

Les Porsche 997 Coupé Carrera et Carrera S, les premières de la gamme à faire leur apparition en juillet 2004, marquent le retour des phares ronds qui remplacent ceux de la Boxster, avec les clignotants à nouveau séparés. La 911 innove avec ses rétroviseurs extérieurs à double attache.
Malgré ces quelques différences esthétiques, la Porsche 997 conserve la ligne « intemporelle et reconnaissable entre toutes » qui fait le succès des précédents modèles. Dessinée au début des années 1960 par Ferdinand Alexander Porsche, petit-fils de Ferdinand Porsche, la silhouette, commune à toutes les 911, est marquée par un arrière de type fastback, des ailes avant galbées surplombant un nez arrondi. Néanmoins, le design de la 997 se démarque de celui de la 996, et a fortiori, de la 901 : les formes galbées ont été lissées, le bouclier avant redessiné pour augmenter l'apport en air destiné au radiateur et aux freins avant, et les coins inférieurs du capot avant ont été arrondis.
Comme pour les générations précédentes, la carrosserie est déclinée en deux largeurs d'ailes arrière, et les ailes larges (+44 mm) se généralisent. Seules les Carrera et Carrera S à deux roues motrices, ainsi que la GT3 normale conservent les ailes étroites. Si les versions Carrera et Targa se caractérisent par un design relativement identique, les versions sportives GT et Turbo se distinguent par le dessin des sorties d'échappement et par l'adjonction ou la modification d'appendices aérodynamiques (aileron, entrée d'air, etc.). Les grilles d'entrée d'air latérales du bouclier avant de la 911 Turbo sont dotées de lamelles peintes de couleur Titane. Par ailleurs, deux imposantes sorties d'échappement — dont le diamètre a été augmenté par rapport à la 996 Turbo pour, selon Porsche, signaler la montée en puissance du moteur — sont intégrées dans le bouclier arrière. À l'inverse, la 911 GT3 se distingue par une double sortie d'échappement circulaire placée au centre du bouclier tandis qu'une lame de spoiler est intégrée au bouclier avant.

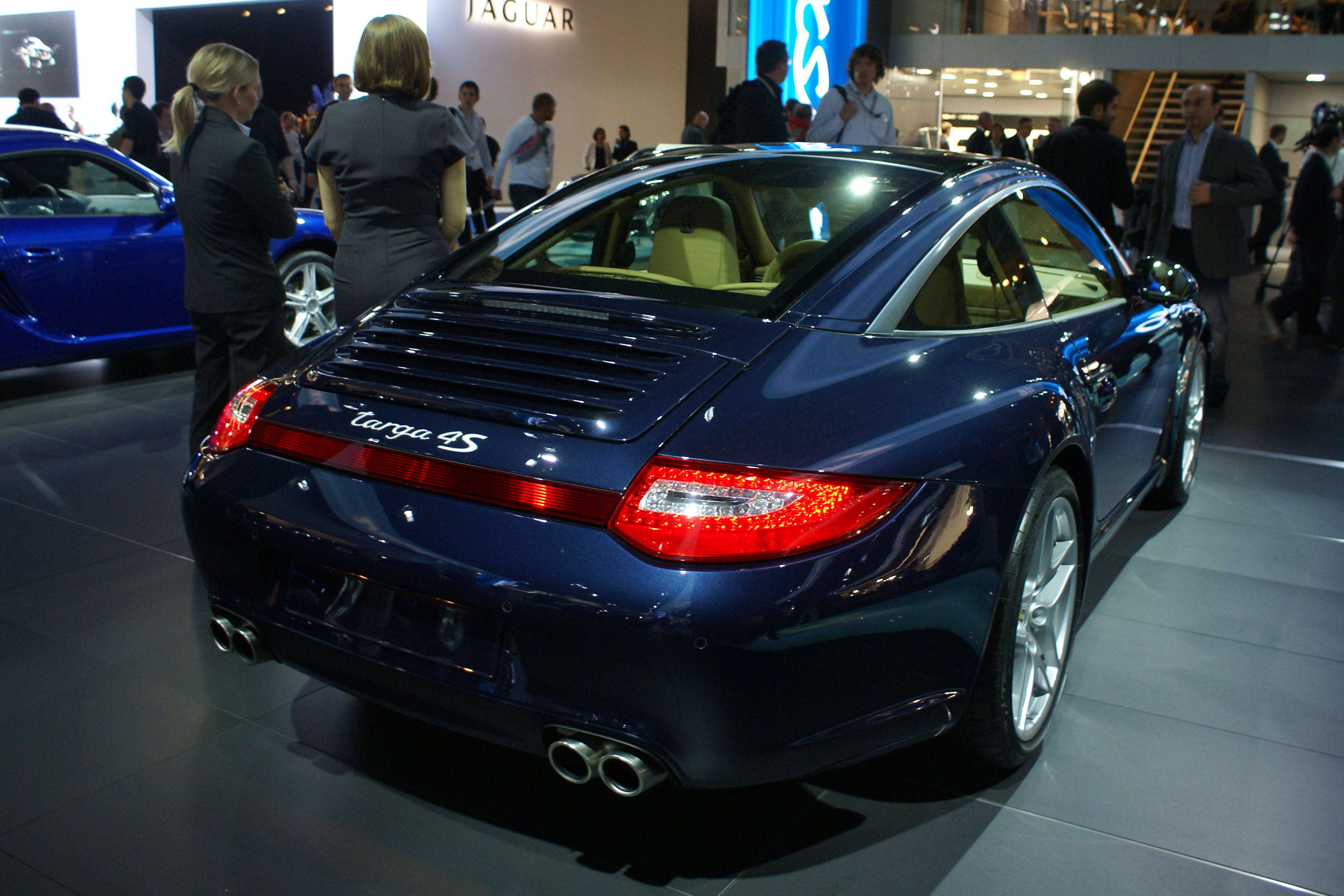
Fin 2008, les feux avant et arrière de la 997 reçoivent un éclairage à LED.

Dans tous les cas, les lignes résultent d'une étude approfondie de l'aérodynamique, un « compromis entre identité visuelle et performances ». Le Cx descend ainsi à une « valeur historique » de 0,28 sur la Carrera et 0,29 sur la Carrera S. Les versions Carrera et Targa intègrent par ailleurs un aileron arrière se déployant automatiquement à partir de 120 km/h, entièrement redessiné pour améliorer le refroidissement du moteur et optimiser l'appui de l'automobile. Les versions Turbo et GT possèdent un aileron fixe. La portance est réduite de 27 % à l'avant et de 40 % à l'arrière, améliorant ainsi la stabilité à grande vitesse.
Fin 2008, après cinq années de production, la 997 subit une très légère remise à niveau esthétique. Des feux diurnes à LED font ainsi leur apparition dans le bouclier avant. De plus, les diodes remplacent l'éclairage traditionnel pour les feux stop. Si les prises d'air frontales sont à nouveau agrandies et la jupe arrière redessinée, le design demeure globalement inchangé.

### Porsche 997 Aerokit

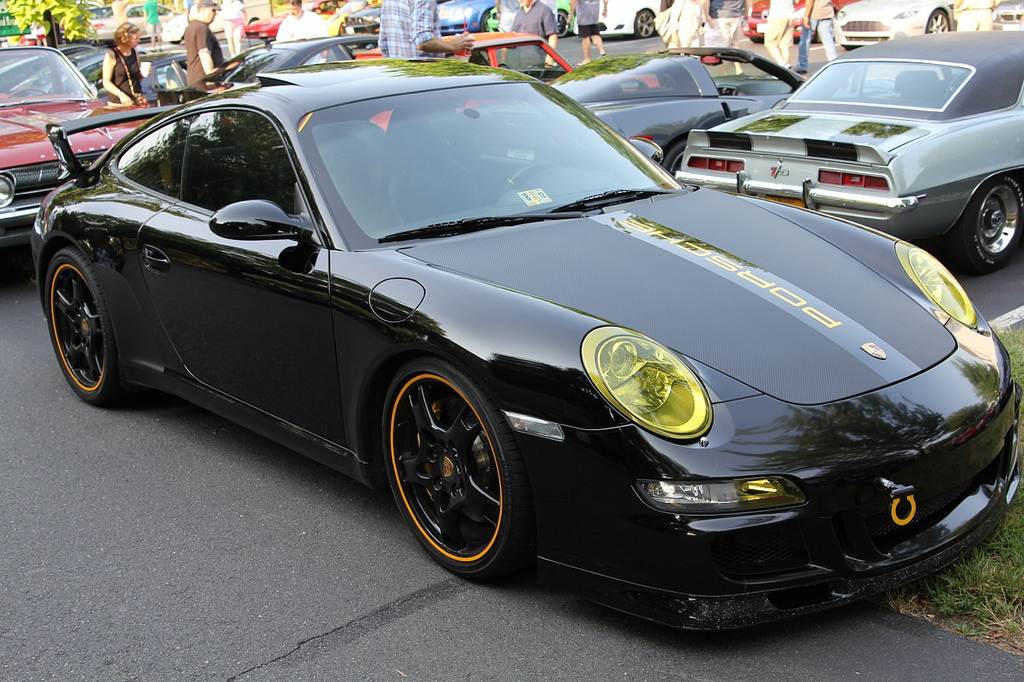
Porsche 997 Aerokit.

## Habitabilité et confort

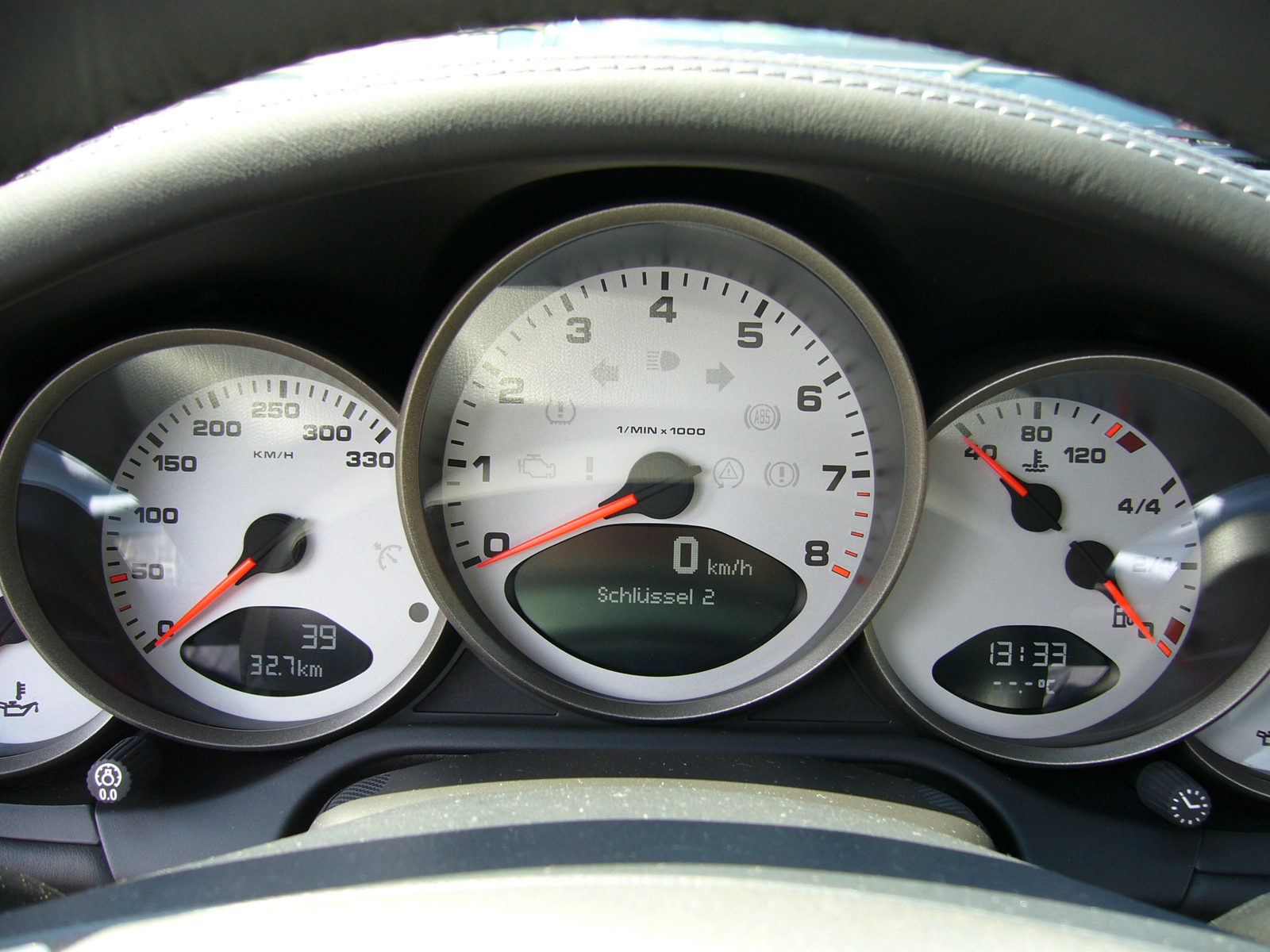
Comme pour l'ensemble des Porsche, le compte-tours est placé au centre.

Les modifications sont plus marquées dans l'habitacle. Après la chute des ventes de 911 entre 1998 et 2003, l'habitacle a été entièrement repensé. La planche de bord, notamment, marque une rupture avec le dessin de la précédente génération, héritée de la Porsche Boxster et abandonne les plastiques de la 996 au profit d'autres matériaux plus flatteurs.
Un nouveau volant à trois branches, réglable en hauteur et en profondeur de 40 mm, fait son apparition tandis que les commandes séquentielles au volant de la boîte de vitesses automatique optionnelle ont été remplacées par des boutons poussoirs. Peu pratiques et très critiqués, ils sont identiques à droite et à gauche et exigent un appui du pouce devant, pour monter les vitesses, et de l’index derrière, pour rétrograder. Une nouvelle technologie est inaugurée sur la Porsche 997 avec la surface des vitres latérales hydrophobe : l'eau et la poussière n'adhèrent plus.

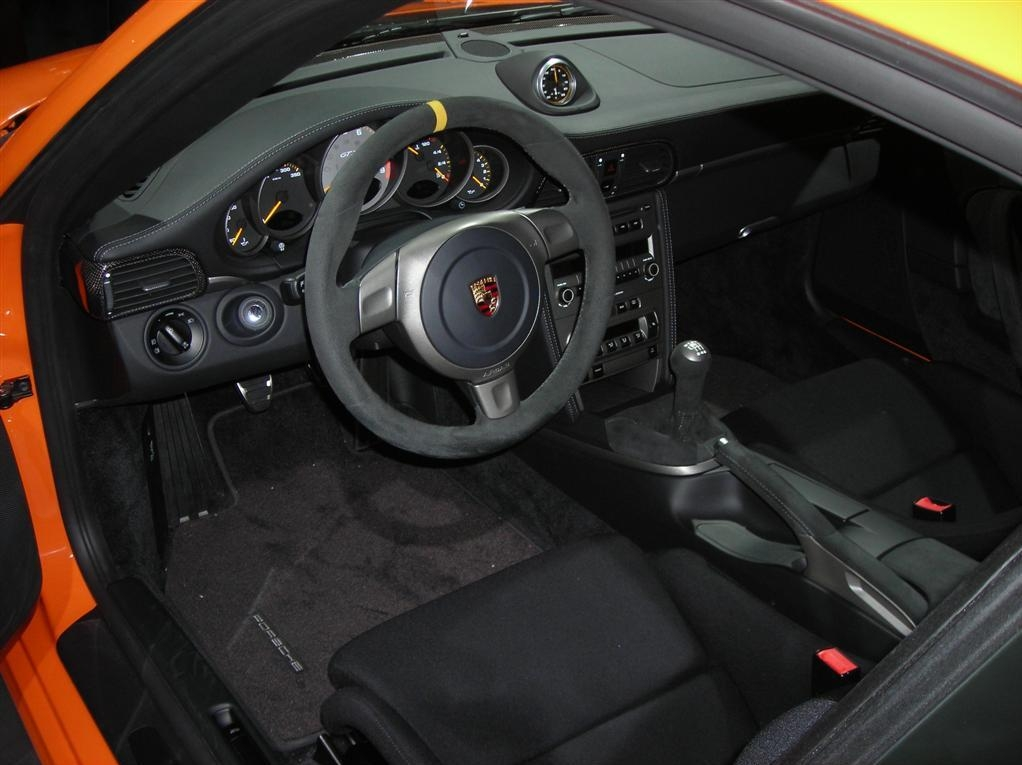
Habitacle d'une Porsche 911 (997) GT3 RS.

Fidèle à la tradition, le constructeur a placé les cinq cadrans juxtaposés derrière le volant, avec le compte-tours en position centrale, et le contacteur à gauche. Si les sièges avant peuvent être remplacés, en option, par des sièges sport adaptatifs offrant un meilleur maintien, les deux places arrière sont toujours symboliques, pour les modèles qui en sont équipés.
S'inspirant des systèmes de la Porsche Cayenne, la 997 est équipée de série du PCM (Porsche Communication Management), une interface multimédia avec écran couleur 16:9 pilotant l'ordinateur de bord, le téléphone GSM, le chargeur CD ou encore le système de navigation. Doté d'un disque dur de 40 Go, ce dernier calcule les itinéraires beaucoup plus rapidement tandis que la lisibilité de la cartographie a été optimisée.
L'habitacle des versions sportives comme la GT3 RS est conçu pour réduire le poids et augmenter le confort de pilotage. Les sièges avant sont remplacés par deux sièges baquets en fibre de carbone. La planche de bord, le pavillon de toit, le volant et le levier de vitesse sont recouverts d'alcantara, moins glissant que le cuir lisse.

## Châssis et suspensions

### Comportement d'une «reine des GT»

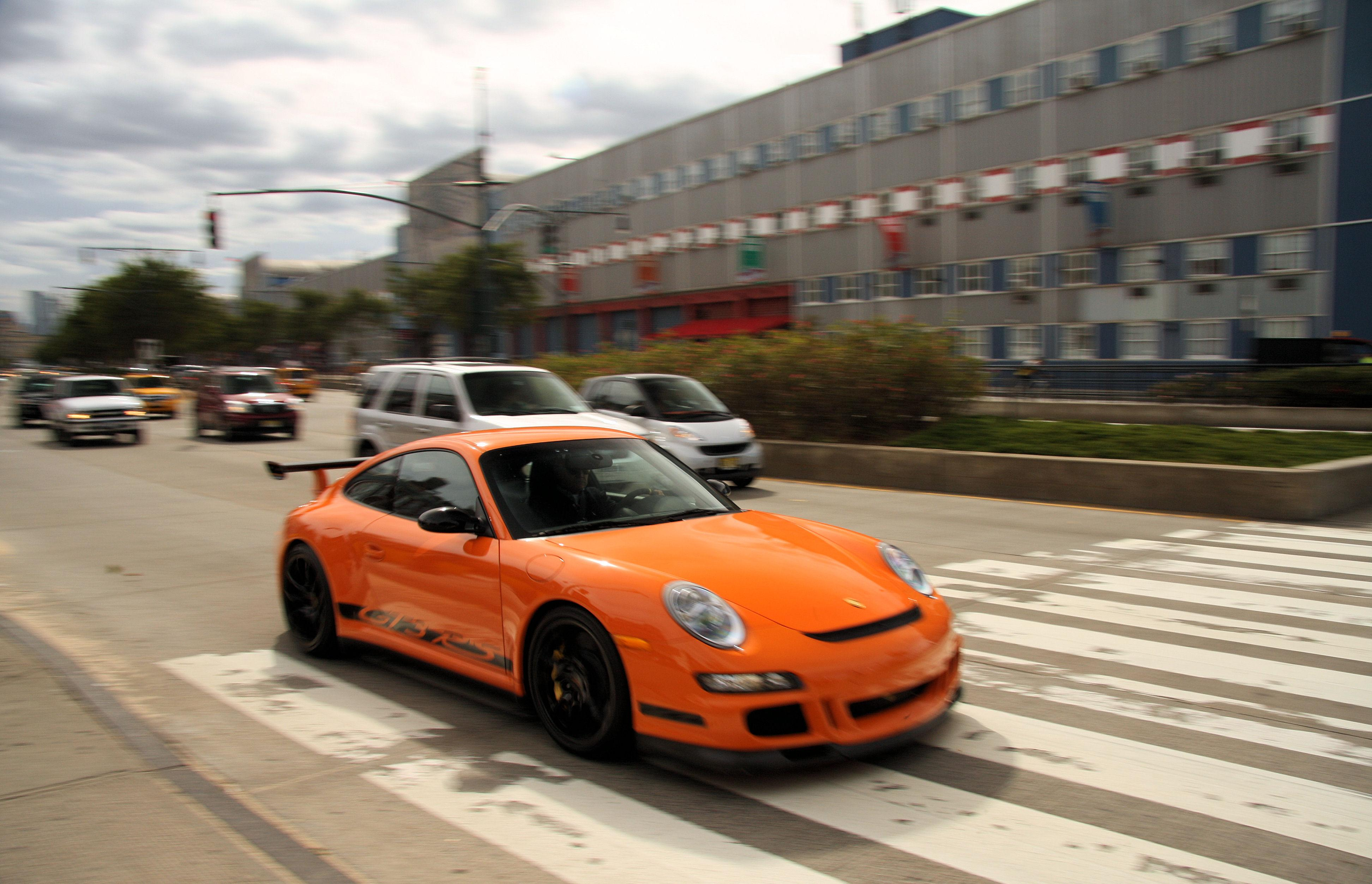
Porsche 911 (997) GT3 RS sur route.

Les précédentes générations avaient déjà réalisé des progrès indéniables sur le plan du comportement, notamment grâce à la technologie PASM (Porsche Active Suspension Managament), présente également sur la 997. Ce système contrôle électroniquement les amortisseurs et module en permanence leur coefficient en fonction de l'état de la route. Selon le journaliste Jean-François Destin de Motorlegend, grâce au PASM, le comportement de la 911 fait preuve d'une « rigueur quasi exemplaire en regard de la puissance délivrée ».
La Porsche 997 se dote de surcroît d'une suspension intelligente : le débattement des amortisseurs varie indépendamment sur chaque roue en fonction des conditions d'utilisation. Chaque amortisseur contient une réserve d'huile annexe commandée par un volet, la pression variant individuellement selon l'amortisseur. Associée au PASM, la suspension s'adapte aux mouvements de caisses provoqués lors des accélérations, en virage ou lors des décélérations.
L'ensemble des 911 inaugure par ailleurs une nouvelle direction à assistance variable, « assurant une meilleure maîtrise directionnelle sur route droite, offrant une tolérance plus grande et absorbant mieux les à-coups ». L'agilité est préservée et les virages serrés se négocient mieux. Selon Damien Rulière, journaliste pour Webcarnews, si le train avant demande à être placé au frein en entrée de courbe, il mord instantanément la corde tandis que l'arrière suit avec une motricité toujours aussi étonnante.

## Freinage

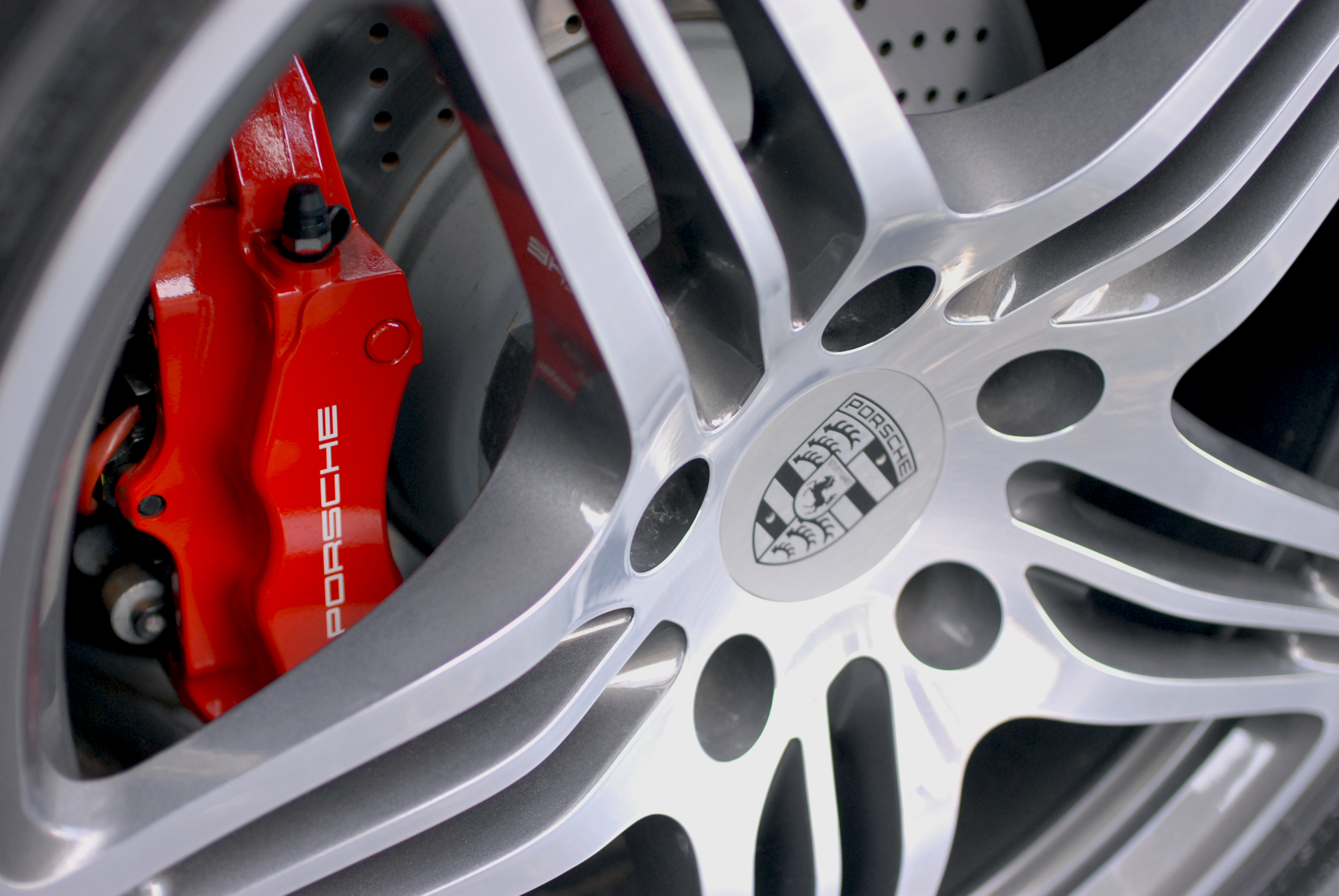
Frein à disque en fonte d'une Porsche Carrera 4S.

Le système de freinage de la 997 « figure parmi les meilleurs jamais montés sur un modèle de série ». Les disques de freins — d'un diamètre de 330 mm à l'avant et à l’arrière — sont pincés par des étriers à quatre pistons en aluminium. Monoblocs, ils offrent une plus grande rigidité et une meilleure résistance à la pression pour un poids en baisse.
En option sur certaines versions et en série sur d’autres, Porsche propose des disques de freins en carbone-céramique Porsche Ceramic Composite Brake (PCCB), plus endurants que les freins classiques et présentant un faible coefficient de dilatation thermique. Les étriers classiques à l'avant font place à des étriers à six pistons, monobloc en aluminium. Les freins en céramique sont plus légers que ceux en fonte grise, leur poids est divisé par deux pour de meilleures performances car les masses non suspendues sont réduites de 50 %, soit 14 kg de moins.

## Boîte de vitesses et transmissions

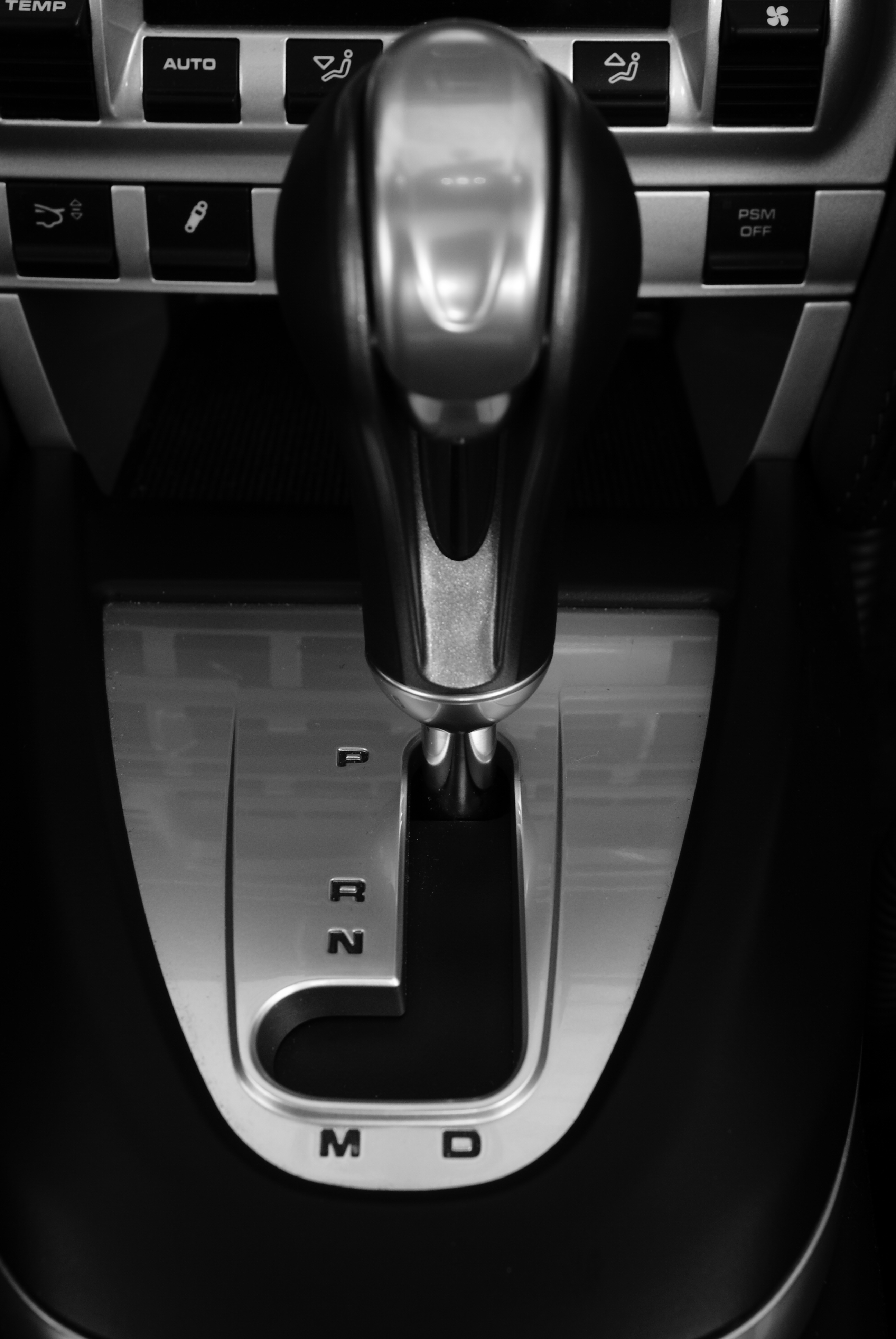
Boîte de vitesses automatique Tiptronic de la Targa 4.

À leur sortie en 2004, les moteurs de la gamme 911 (997) sont associés à une nouvelle boîte de vitesses mécanique six rapports ou à la boîte de vitesses automatique Tiptronic S à cinq rapports. Bien que son poids demeure similaire à la précédente génération, la boîte mécanique encaisse plus de couple tandis que les rapports ont été raccourcis d'environ 5 % pour compenser l'augmentation du diamètre des roues. Cette boîte inaugure par ailleurs une nouvelle synchronisation, renforcée par du carbone sur les bagues des trois premiers rapports, remarquable par « sa rapidité, sa précision et sa douceur ». La boîte de vitesses automatique Tiptronic S à cinq rapports, proposée en option, ne brille pas par son efficacité.
Hormis les versions Carrera, Carrera S et GT, à la puissance du moteur uniquement transmise aux roues arrière, l'ensemble des Porsche 911 (997) se dote d'une transmission intégrale. Un visco-coupleur se charge de transmettre entre 5 % et 40 % du couple au train avant lorsque les roues arrière patinent. L'embrayage de type monodisque est renforcé afin d'en accroitre la durée de vie et atteindre aisément les 80 000 km. Ce choix s'inscrit dans une politique de réduction de 25 % en moyenne sur quatre ans des coûts d'entretien, menée depuis peu par Porsche.
En 2009, Porsche abandonne la boîte automatique Tiptronic au profit d'une nouvelle boîte robotisée à double embrayage à sept rapports dénommée PDK (Porsche Doppelkupplung). Cette boîte se montre plus rapide et évite les à-coups. Fonctionnant grâce à deux embrayages — un pour les rapports pairs, un pour les rapports impairs — qui suppriment les temps morts, la Carrera S PDK gagne deux dixièmes au 0 à 100 km/h par rapport à une boîte manuelle.
Trois modes de fonctionnement automatique de la boîte PDK sont sélectionnables : « Normal », « Sport », « Sport Plus ». Le mode « Normal » est la configuration adaptée au milieu urbain, les rapports passant dès les plus bas régimes afin d'économiser le carburant. En mode « Sport », les rapports s'enchainent rapidement et les montées en régime sont plus franches. Avec le mode « Sport Plus », les vitesses « claquent sans délais » dès lors que l'aiguille du compte-tours atteint la zone rouge. Associés à la fonction Launch Control, les départs arrêtés se font encore plus rapides.

## Moteurs et performances
Alors que les modifications esthétiques demeurent légères par rapport à la précédente génération, celles concernant la mécanique sont importantes.

### Un moteur «Flat-6» toujours plus puissant

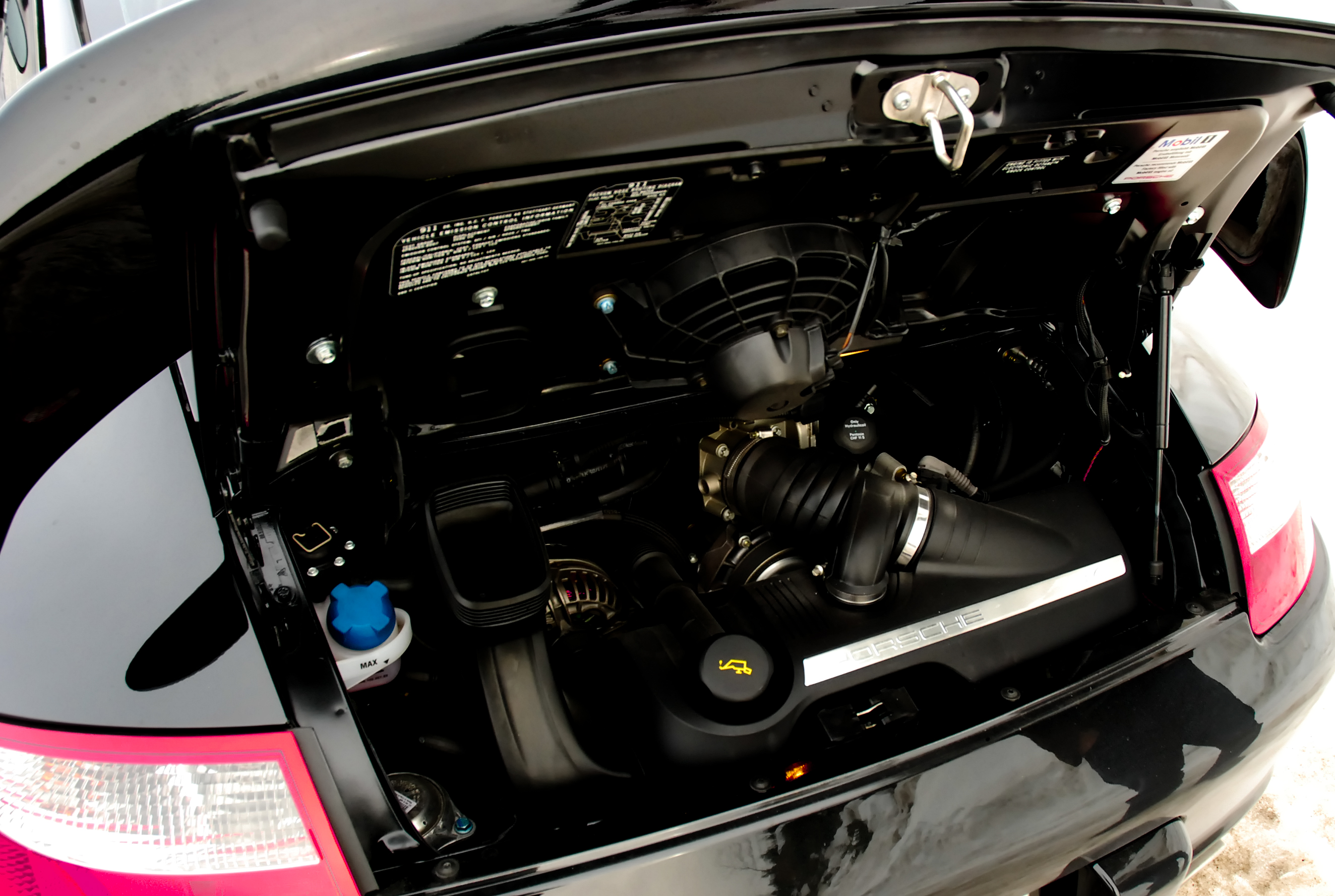
Moteur Flat-6 en position longitudinale arrière d'une 997 Carrera phase 1.

L'évolution est inéluctable car la réputation du constructeur Porsche en dépend : le moteur de la Porsche 997 est un moteur à plat en aluminium six cylindres, refroidi par eau et lubrifié par carter sec, ce qui permet d'en abaisser le centre de gravité. Reprenant le bloc-cylindres de celui de la 996, il est une nouvelle fois amélioré, pour des valeurs de cylindrée identiques, dans le but d'en « tirer » le maximum de puissance. Son poids est réduit de 2 kg, les systèmes de refroidissement et de lubrification atteignent 202 kg. Associé à une distribution à calage variable Variocam Plus, intervenant vers 5 000 tr/min, le flat 6 conserve sa vivacité. L'allumage et l'injection sont gérés électroniquement par un boîtier Bosch Motronic 7.8.
Si le moteur de 3,6 L propulsant les versions Carrera, Carrera 4 et Targa 4 demeure pratiquement inchangé, celui de 3,8 L équipant les déclinaisons sportives « S » est revu en profondeur. L'alésage est allongé et les tubulures d'admission sont raccourcies, tandis que la ligne d'échappement est optimisée pour réduire de près de 15 %, selon Porsche, la nocivité des gaz d'échappement.
La puissance développée par le Flat-6 débute à 325 ch — soit 5 ch de plus que le moteur de la 996 — à 6 800 tr/min pour la Carrera 3,6 L pour un couple s'établissant à 370 N m à 4 250 tr/min ; le couple spécifique atteint une valeur très satisfaisante (102,9 N m/L) pour un moteur atmosphérique. La version 3,8 L développe une puissance de 355 ch à 6 600 tr/min et un couple de 400 N m à 4 600 tr/min. Ces valeurs sont relativement importantes[pas clair] pour un moteur essence atmosphérique, Porsche ayant manifesté sa volonté de privilégier le couple et la souplesse.

### Un moteur optimisé pour 2009

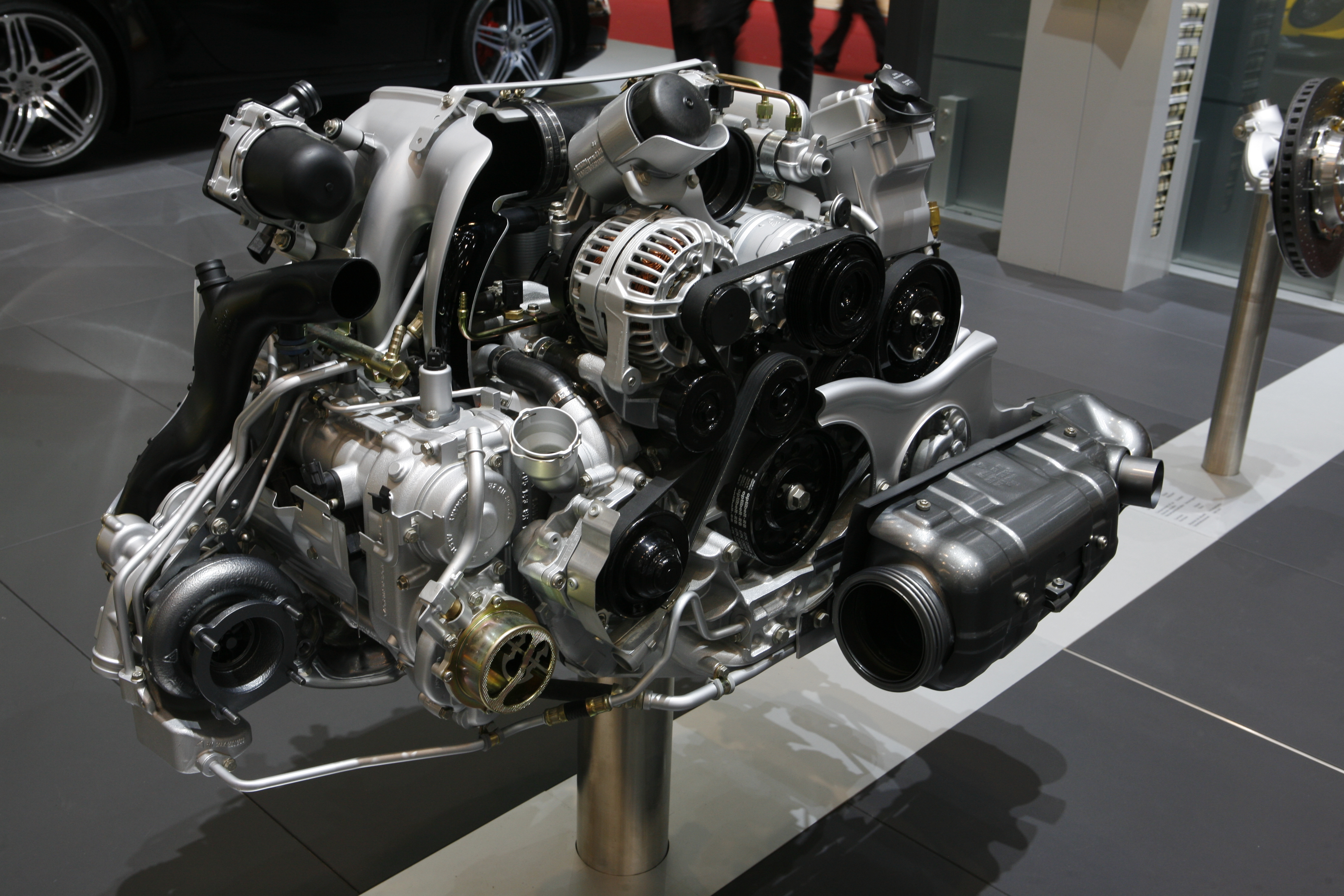
Le moteur Flat-6 d'une Porsche 911 (997) Turbo.

L'année 2009 marque la remise à niveau technique de la Porsche 997. L'adoption de l'injection directe (DFI) d'essence sur toutes les versions permet de gagner 20 ch (30 ch sur les versions S) mais également de diminuer la consommation. Le taux de compression est porté à 12,5 contre 11,8 auparavant, tandis que le rendement dépasse les 100 ch/L.
La ligne d'admission se dote de deux conduits, la distribution est allégée et les collecteurs d'échappement sont revus pour diminuer les contre-pressions. Enfin, la pompe à eau est redimensionnée pour en augmenter le volume et la lubrification est assurée par une pompe pilotée. Le moteur de la Porsche Carrera développe ainsi 345 ch (385 ch pour la Carrera S) pour une consommation mixte d'à peine plus de 10 L/100 km et des émissions de CO2 de 242 g/km. Le roulement IMS, mis en cause dans certaines casses moteur de 996 et 997, disparaît totalement lors de cette refonte technique, ce qui accroît très sensiblement la fiabilité des voitures.

### Détails
|                      | Carrera                      | Carrera S                    | Carrera 4                    | Carrera 4S                   | Targa 4                      | Targa 4S                     |
| Moteur               | Atmosphérique                | Atmosphérique                | Atmosphérique                | Atmosphérique                | Atmosphérique                | Atmosphérique                |
| Cylindrée            | 3 614 cm3                    | 3 800 cm3                    | 3 614 cm3                    | 3 800 cm3                    | 3 614 cm3                    | 3 800 cm3                    |
| Puissance            | 345 ch (254 kW)              | 385 ch (283 kW)              | 345 ch (254 kW)              | 385 ch (283 kW)              | 345 ch (254 kW)              | 385 ch (283 kW)              |
| Couple               | 390 N m                      | 420 N m                      | 390 N m                      | 420 N m                      | 390 N m                      | 420 N m                      |
| Accélération         | 0 à 100 km/h en 4,9 / 4,7* s | 0 à 100 km/h en 4,7 / 4,5* s | 0 à 100 km/h en 5,0 / 4,8* s | 0 à 100 km/h en 4,7 / 4,5* s | 0 à 100 km/h en 5,2 / 5,0* s | 0 à 100 km/h en 4,7 / 4,5* s |
| Transmission         | Propulsion                   | Propulsion                   | Intégrale                    | Intégrale                    | Intégrale                    | Intégrale                    |
| Consommation (mixte) | 10,3 / 9,8* L/100 km         | 10,6 / 10,2* L/100 km        | 10,6 / 10,1* L/100 km        | 11,0 / 10,5* L/100 km        | 10,6 / 10,3* L/100 km        | 11,0 / 10,7* L/100 km        |
| CO2                  | 242 / 230* g/km              | 277 / 283* g/km              | 249 / 237* g/km              | 259 / 247* g/km              | 249 / 242* g/km              | 259 / 251* g/km              |
| Poids (DIN)          | 1 415 / 1 445* kg            | 1 425 / 1 455* kg            | 1 470 / 1 500* kg            | 1 480 / 1 510* kg            | 1 530 / 1 560* kg            | 1 540 / 1 570* kg            |

|                      | Turbo                        | Turbo S                      | GT2                   | GT3                   | GT3 RS                | GT2 RS                |
| Moteur               | Turbocompressé               | Turbocompressé               | Turbocompressé        | Atmosphérique         | Atmosphérique         | Turbocompressé        |
| Cylindrée            | 3 800 cm3                    | 3 800 cm3                    | 3 600 cm3             | 3 797 cm3             | 3 797 cm3             | 3 600 cm3             |
| Puissance            | 500 ch (386 kW)              | 530 ch (390 kW)              | 530 ch (390 kW)       | 435 ch (320 kW)       | 450 ch (331 kW)       | 620 ch (456 kW)       |
| Couple               | 650 N m                      | 700 N m                      | 680 N m               | 430 N m               | 430 N m               | 700 N m               |
| Accélération         | 0 à 100 km/h en 3,7 / 3,6* s | 0 à 100 km/h en 3,5 / 3,3* s | 0 à 100 km/h en 3,7 s | 0 à 100 km/h en 4,1 s | 0 à 100 km/h en 4,0 s | 0 à 100 km/h en 3,5 s |
| Transmission         | Intégrale                    | Intégrale                    | Propulsion            | Propulsion            | Propulsion            | Propulsion            |
| Consommation (mixte) | 11,6 / 11,4* L/100 km        | 11,5 / 11,3* L/100 km        | 12,8 L/100 km         | 12,8 L/100 km         | 13,2 L/100 km         | 11,9 L/100 km         |
| CO2                  | 272 / 268* g/km              | 270 / 266* g/km              | 298 g/km              | 303 g/km              | 314 g/km              | 284 g/km              |
| Poids (DIN)          | 1 570 / 1 595* kg            | 1 580 / 1 605* kg            | 1 440 kg              | 1 395 kg              | 1 370 kg              | 1 370 kg              |

## Au cinéma
Dans Les Chevaliers du Ciel de Gérard Pirès sorti en 2005, le capitaine Antoine « Walk'n » Marchelli (Benoît Magimel) conduit dans ses fonctions une Porsche 997 Carrera noire puis une Citroën Méhari une fois radié.
Dans Itinéraire bis sorti en 2011, Fred Testot conduit une 997 Turbo Cabriolet prêtée par un ami.